# Julian Boss-Gosławski

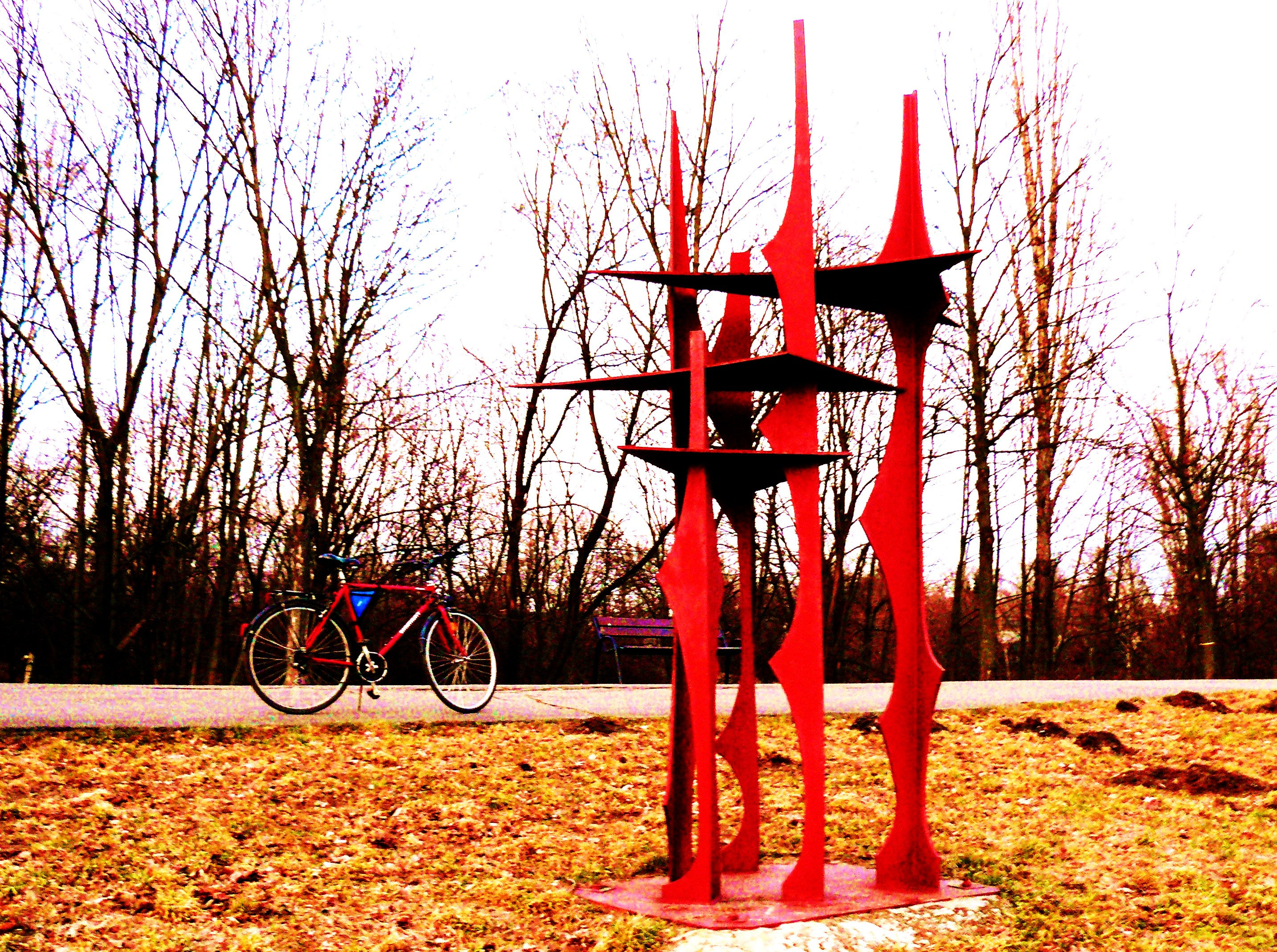
Rzeźba Zwycięstwo na Cytadeli w Poznaniu

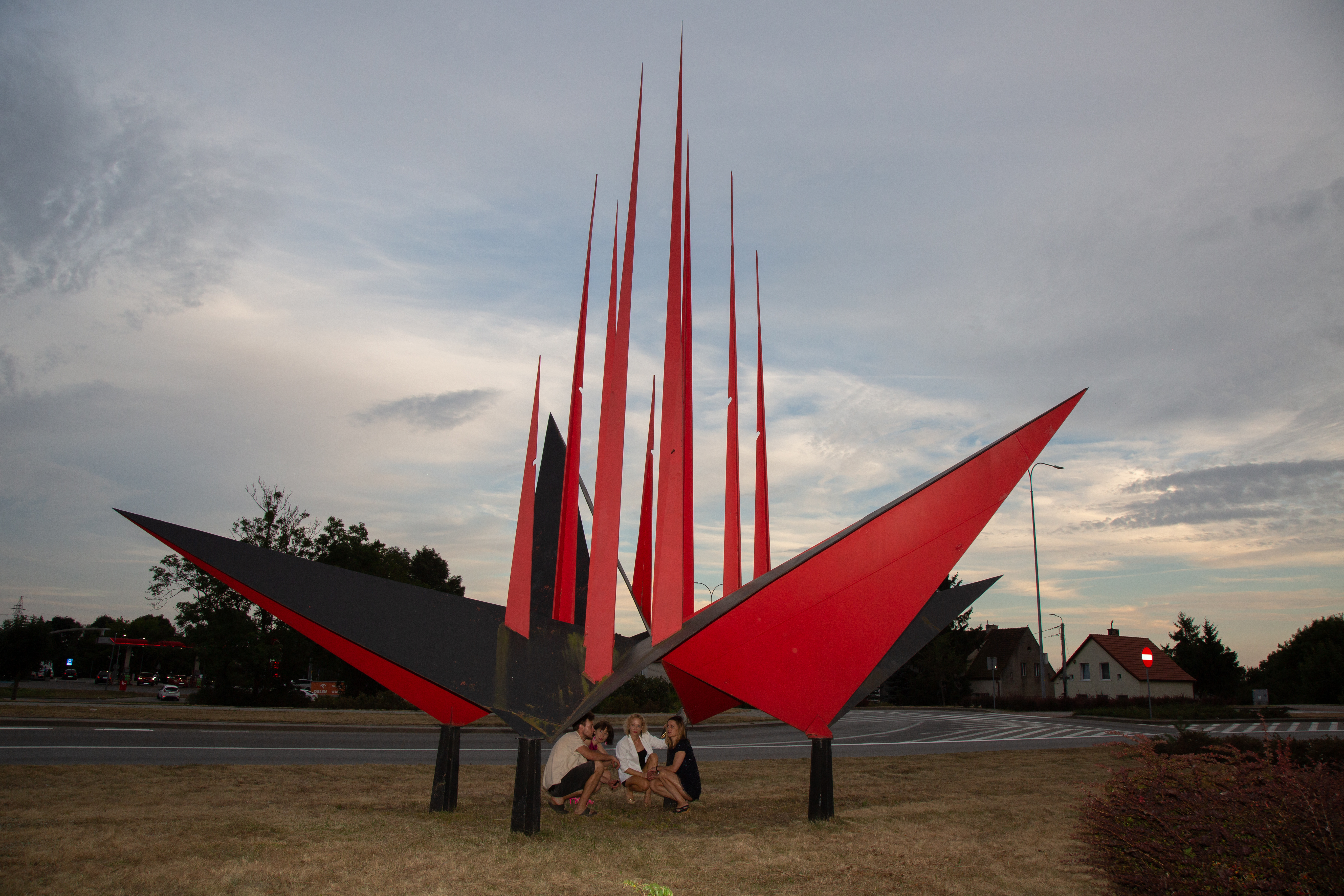
Rzeźba Juliana Boss Gosławskiego wykonana przy współpracy z M. Karpowiczem i Józefem Grdeniem podczas I Biennale Form Przestrzennych w 1965 roku.

Julian Boss-Gosławski (ur. 5 września 1926 w Poznaniu, zm. 24 czerwca 2012 w Gnieźnie) – polski rzeźbiarz.

## Życiorys
W latach 1946 – 1950 studiował na Wydziale Rzeźby PWSP w Sopocie i Poznaniu. Po ukończeniu studiów został wykładowcą w PWSP w Poznaniu. Był członkiem awangardowej grupy poznańskich artystów 4F+R. 
Ze względu na zbieżność nazwiska z Józefem Gosławskim (także rzeźbiarzem) uzupełnił swoje nazwisko o Boss (ang. przywódca).
Największa aktywność twórcza Juliana Bossa-Gosławskiego przypadła na lata 1955 i 1965 rokiem, gdy powstały najważniejsze realizacje w plenerze i rzeźby ze spawanego metalu. Wcześnie zrezygnował z tradycyjnych materiałów rzeźbiarskich. Tworzył rzeźby z opalonego drewna i spawanego żelaza. Zwłaszcza spawana stal i inne metale stała się jego głównym środkiem wypowiedzi artystycznej. W tym czasie powstały takie rzeźby jak Ekshumowany, Hiroszima, Pancernik denny. Rzeźba Jeźdźcy, przedstawiająca postacie Bolesława Chrobrego i Ottona III, była wystawiona na Expo 2000 w Hanowerze.
W 1965 roku wziął udział w I Biennale Form Przestrzennych w Elblągu, gdzie zrealizował rzeźbę przy współpracy z M. Karpowiczem i Józefem Grdeniem.
Na początku lat 70. XX wieku zamieszkał w Rybitwach nad Jeziorem Lednickim, gdzie miał swoją pracownię. Zajmował się również rzeźbiarstwem użytkowym. Przed warszawską Zachętą stoją monumentalne lampy jego autorstwa. W Poznaniu wykonał ozdobne kraty dla Szkoły Baletowej, Urzędu Miasta i Arsenału.
Jego grób znajduje się na cmentarzu parafialnym w Węglewie.

## Wystawy indywidualne
- Wystawa prac, Poznań (1958)
- Galeria Sztuki Nowoczesnej, Warszawa (1958)
- Wystawa prac, Kalisz (1962)
- Wystawa prac, Poznań w budynku u zbiegu ulic Kramarskiej i Masztalarskiej (1966)[5]
- Wystawa w BWA, Kalisz (1987)
- Wystawa rzeźb, Muzeum Pierwszych Piastów na Lednicy (2000)

## Wystawy zbiorowe
- Wystawa „X-lecie Wojska Polskiego", Warszawa; (1953)
- Wystawa z grupą 4F+R, Poznań (1955)
- Wystawy w Jugosławii i Włoszech (1956)
- Wystawa z Grupą R-55, Poznań, Sopot (1958)[6]
- Wystawa Grupy Malarzy i Rzeźbiarzy Nowoczesnych, Wuppertal (1958)
- Międzynarodowy Zjazd Krytyków Sztuki, Kraków (1960)
- Wystawa zespołowa, okręgu, Poznań (1962)
- Wystawa zespołowa, okręgu, Poznań (1963)
- Wystawa "20 lat PRL w twórczości plastycznej", Poznań, "Arsenał" (1964)[6]
- Udział w wystawie Marynistów, Warszawa (1964)
- I Biennale Form Przestrzennych, Elbląg (1965)
- Wystawa z okazji XX-lecia PRL
- III Ogólnopolska Wystawa Plastyki Współczesnej w Sopocie (1967)[5]

## Nagrody
- Nagroda w konkursie na odbudowę pomnika Fryderyka Chopina w Warszawie.

## Realizacje
- Pomnik Braterstwa Broni w Szprotawie (1963)
- Pomnik Pomordowanych więźniów Politycznych w Słońsku (1964)
- Współautor wersji konkursowej Pomnika Armii „Poznań” (1978)
- Instalacja "Zwycięstwo" w Parku Cytadela (Poznań)